# José Santiago Aldunate Cobo
José Santiago Aldunate Cobo (Santiago, 1777 - ibídem, 1842) fue un patriota y político chileno.

## Biografía
Se educó en el Colegio Carolino y la Escuela Militar.
Durante la guerra de independencia fue defensor de la causa independentista. Posteriormente se afilió a la causa de los piopiolos (liberales). Se dedicó luego a las labores agrícolas en la hacienda familiar en Maule.

## Actividades públicas
- Diputado representante de Santiago, 1822-1823 y 1823-1824.
- Presidente de la Asamblea Provincial de Santiago (1823).